# В ярком овале
«В ярком овале» (исп. En el óvalo claro, нем. Im hellen Oval) — картина русского художника Василия Кандинского, написанная в 1925 году. Находится в Музее Тиссена-Борнемисы в Мадриде.

## История и описание
«В ярком овале», который значился под номером 313 в рукописном списке художника, был написан в 1925 году, к тому времени Баухаус, которым тогда руководил Вальтер Гропиус, уже переехал из Веймара в Дессау. В том же году Кандинский закончил эссе «Точка и линия на плоскости», развивая свои теории о значении формы и цвета как автономных элементов в композиции. Кандинский обсуждал психологические последствия цветов и связь между формой и цветом со своими учениками и учил их, как ассоциировать три основных цвета — красный, жёлтый и синий — с тремя основными геометрическими фигурами: треугольником, квадратом и кругом. Однако «В ярком овале» не следует рассматривать как композицию, которая экспериментирует с определёнными геометрическими элементами, поскольку, как и многие более ранние картины, она имеет скрытый космический смысл.
Работа была показана в галерее Нирендорф в Берлине в октябре 1925 года, вскоре после завершения, и в течение следующих двух лет она была включена в выставки, организованные в честь шестидесятилетия художника. В 1929 году она отправилась в Соединённые Штаты как часть выставки Кандинского в Оклендском музее Калифорнии, организованной годом ранее артдилером и коллекционером Галкой Шайер, главным промоутером искусства членов немецкой экспрессионистской группы, известной как «Голубая четвёрка» (Фейнингер, Явленский, Кандинский и Клее).

## Описание
Этот абстрактный шедевр был написан маслом на холсте и представляет собой сочетание ярких цветов, таких как синий, жёлтый, красный и белый, которые вызывают чувства радости и духовной энергии. В основе этой работы лежит беспредметная абстракция. Она не изображает конкретные объекты или пейзажи, а скорее стремится выразить духовность через искусство — авангардную концепцию того времени. На светлом фоне динамичные формы переплетаются в гармоничном беспорядке, образуя нечто, напоминающее овал, что и дало название произведению.

### Техника
Техника Кандинского выглядит как спонтанное, но продуманное наложение цветовых пятен, создающее нечто, что на первый взгляд кажется хаотичным, но при ближайшем рассмотрении оказывается тщательно сбалансированным. Для этой работы он использовал в основном масляные краски, которые позволили создать яркие оттенки, важные для создания тона и настроения на протяжении всего произведения. Произведение выходит за рамки буквального понимания, вызывая у зрителей эмоциональные реакции и делая его универсальным, преодолевая языковые барьеры. Интересно, что это знаковое произведение можно приобрести не только в виде изображений высокого разрешения, но и в виде постеров и репродукций картин маслом, чтобы усилить эстетическое удовольствие в личном пространстве. Оно содержит как визуально привлекательные элементы, так и историческое значение, которое придаёт ему создание известного художника Василия Кандинского.

### Стиль
С точки зрения стиля художественного направления, представленного в «В ярком овале», ключевой подход, преобладающий здесь, тесно связан с абстрактным искусством, а точнее с геометрической абстракцией, типичной чертой, распространенной в модернистских движениях Баухаус, русском конструктивизме, где он черпал вдохновение из этих стилистических философий, органично интегрировав их в собственную практику, тем самым отражая новаторское слияние восточно-западных идей, одновременно поддерживая центральную тему на протяжении всей карьеры — отражение духовности в искусстве.